# Huszák István
Huszák István (Székesfehérvár, 1906. augusztus 21. – Szeged, 1995. november 14.) Kossuth-díjas orvos, ideggyógyász, egyetemi tanár, az orvostudományok doktora (1952).

## Kutatási területe
Neurobiokémia, klinikai neurofiziológia.

## Élete
Huszák István és Nánai Ida fiaként született. Felsőfokú tanulmányokat a budapesti Pázmány Péter Tudományegyetemen folytatott 1925–1931 között. 1931. szeptember 26-án avatták orvosdoktorrá. A szegedi Ferenc József Tudományegyetem Ideg- és Elmegyógyászati Klinikáján kapott állást (1931–35), innen átkerült az Orvos Vegytani Intézetbe (1935–37), majd Miskolczy Dezső Agykutató Intézetébe (1937–38). Pályafutását az Ideg-Elmekórtani Klinika és Agykutató Intézetben folytatta beosztottként (1938–1944), majd tanszékvezető egyetemi tanárként (1944–77), 1977. június 30-án vonult nyugalomba, de tudományos szaktanácsadóként (1977–1992) továbbra is a klinikán maradt, 1992-ben emeritálták. Egyetemi magántanárrá habilitálták 1943-ban Ideg- és elmebetegségek kóroktana és körvegytana témakörből. Nyilvános rendkívüli tanárrá nevezték ki 1947. március 21-én, nyilvános rendes tanárrá 1950. augusztus 15-én. Az orvostudományok doktora címet 1952-ben érte el. Dékáni tisztséget 1950–51-ben és 1960–61-ben töltött be.
Külföldi szakmai tapasztalatcserén vett részt Stockholmban az Orvosi Nobel Intézet Biokémiai Osztályán (1941–42, másfél év). 1961-ben Kanadában volt előadói körúton, 1970-ben a Londoni Egyetem (University College London) dékánjának felkérésére Angliában tartott előadássorozatot, 1971-ben Indiában adott elő.
Mind tudományos közleményeivel, mind külföldi előadásaival nemzetközi szinten is megmérette magát. Számos tudományos tisztséget töltött be, hazai és nemzetközi tudományos társaságokban, szakfolyóiratok szerkesztőbizottságaiban működött.
Házastársa Dinnyés Éva (1916–2001) szobrász és keramikus volt, Dinnyés Ferenc festőművész lánya, akivel 1939. július 27-én Szegeden kötött házasságot.

## Tudományos közleményei (válogatás)
- Über den Oxydationsmechanismus des sympathischen Gewebes. In: Biochem. J. 1932
- Über die Bedeutung der Fumarsaure rur die tierische Gewebsatmung (Társszerzőkkel) In: Z. Physiol. Chem. 1935
- Über die Funktion des Peroxydase – Systems der Pflanzen In: Z. Physiol. Chem. 1937
- Über die Eisenporphyrinver – bindungen in der Nebenniere. In: Biochem. Z. 1942
- Über den Oxydationsmechanismus der weissen Masse des Zentralnervensystems. In: Acta Chem. Scand. 1947
- The biochemistry of neuroallergic reactions. In. Acta Psycho Neurol. 1958
- Beitrage zur Biochemie der neuroallergischen Reaktionen. In: Allergie und allergische Erkrankungen. 1. (Hrsg. E. Rajka) Budapest, 1959. Akadémiai K. 399–409. o.
- Disturbances of porphyrin metabolism in schizophrenia. In: Acta Physiol. Acad. Sci. Hung. 1970
- Biochemical aspects of multiple sclerosis. In: Handbook of Neurochemistry. Vol. 7. (Ed. A. Lajtha) New York-London, 1972. Plenum Pro 47–91. o.

## Tudományos tisztségei
- Egészségügyi Tudományos Tanács (ETT) Ideggyógyász Szakbizottsági tag (1954–)
- MTA I. sz. Klinikai Bizottsági tag (1958–62)
- MTA Biológiai és Orvostudományi Osztály Minősítő Bizottsági tag (1958–67)
- MTA Pszichológiai Bizottsági tag (1960–)
- ETT Plenum tag (1960–67)
- MTA-ETT Idegrendszeri Kutatásokat Koordináló Bizottsági tag (1970–).

## Társasági tagságai
- Magyar Ideg- és Elmeorvosok Társasága
- Magyar Pszichológiai Társaság (alapító tag)
- Magyar Élettani Társaság
- Korányi Sándor Társaság
- Magyar Biokémiai Egyesület
- Magyar Kémikusok Egyesülete Biokémiai Szekció
- Magyar Elektroencefalográfiai Társaság;
- European Academy of Allergy;
- World Federation of Neurology;
- World Federation of Neurology Commission of Neurochemistry;
- Int. Soc. for Neurochemistry igazgatósági tag (1971–), ezen társaság budapesti kongresszusának szervezője és elnöke (1971)
- Int. Brain Research Org. tanácskozó tag
- Soc. Int. de Psychopathologie de l'Expression
- Ges. f. Psychiatrie u. Neurologie Berlin (1982–), Magdeburg (1983–) tiszteleti tag

## Díjai, elismerései
- Munka Érdemrend (1956)
- Kossuth-díj (1960)
- Kiváló Orvos (1968)
- Munka Érdemrend arany fokozata (1970)[3]
- Hetényi Géza-emlékérem (1971)
- Poznani Akadémia emlékérme (1972)
- Hőgyes Endre-emlékérem (1973)
- Jancsó Miklós-emlékérem (1975)
- „A magyar egészségügyi felsőoktatás érdekében végzett eredményes munkájáért” (1976)
- Szocialista Magyarországért Érdemrend (1977)[4]
- Szent-Györgyi Albert-emlékérem (1989)